# Battaglia di Hattin
La battaglia di Ḥaṭṭīn ebbe luogo il 4 luglio 1187 tra il Regno di Gerusalemme crociato e le forze ayyubidi comandate da Saladino. La sconfitta riportata dai crociati decretò l'inizio della fine del Regno crociato e la riconquista islamica di buona parte della Terra santa.

## Luogo della battaglia
I combattimenti si svolsero a Ḥaṭṭīn (o Ḥiṭṭīn), nei pressi di Tiberiade, in un'area vicina a due colline, resti di un vulcano inattivo, chiamati i corni di Ḥaṭṭīn, situati oltre il passo tra le montagne settentrionali poste tra Tiberiade e la strada per San Giovanni d'Acri. La strada di Ḍarb al-Hawārna, costruita dai Romani, costituiva la rotta principale a collegare la costa mediterranea con la Giordania.

## Antefatti
La battaglia ebbe luogo il 4 luglio 1187 (equivalente al 26 rabi' II 583 dell'Egira) fra le forze musulmane del sultano ayyubide Saladino e quelle cristiane crociate comandate da Guido di Lusignano, re di Gerusalemme per aver sposato Sibilla, sorella del defunto re lebbroso di Gerusalemme, Baldovino IV.
La politica accortamente messa in atto da Baldovino IV, orientata alla sottoscrizione e alla leale osservanza degli accordi di tregua coi circostanti potentati islamici di Siria e Jazira, di fatto in buona parte orientati ad accettare ormai la stabile presenza crociata in Palestina, seppur trattati da posizione di forza (tanto che il giovane sovrano era stato in grado d'infliggere il 25 novembre del 1177 una pesante sconfitta a Montgisard a Saladino), fu vanificata dal partito crociato più oltranzista, favorevole a un decisivo scontro con la sorgente e inquietante potenza ayyubide.
Tale partito era rappresentato da Guido di Lusignano (andato sposo alla sorella del re di Gerusalemme Sibilla il giorno di Pasqua del 1180), da Rinaldo di Châtillon, dalla famiglia dei Courtenay e dal Patriarca latino Eraclio, rafforzati dall'improvvisa morte il 24 settembre 1180 dell'imperatore bizantino Manuele I Comneno, il miglior alleato politico e militare del partito crociato che si riconosceva in Baldovino IV di Gerusalemme.
Rinaldo, signore dell'Oltregiordano, fu colui che provocò il fallimento della tregua sottoscritta da Baldovino IV e Saladino in quello stesso 1180 e che s'era stabilito dovesse durare per due anni e mezzo. Nell'estate del 1181 egli aggredì infatti proditoriamente una carovana musulmana partita da Damasco per recarsi a Mecca. Rinaldo catturò in tale occasione un enorme bottino e minacciò di attaccare la stessa Mecca. Il sultano ayyubide, scandalizzato, fece allora solenne voto di vendetta ai danni dello spergiuro.
Alla richiesta di ammenda pretesa dal sultano, accompagnata dalla restituzione del maltolto e accolta saggiamente da Baldovino, Rinaldo oppose un netto rifiuto, sicché Saladino catturò a sua volta una carovana cristiana di 1 500 pellegrini costretta a sbarcare nell'egiziana Damietta, pur dicendosi disponibile a rilasciarla se fosse stata punita l'aggressione compiuta da Rinaldo, in palese spregio della tregua concordata e raggiunta.
Un primo scontro fra le forze ayyubidi e quelle gerosolimitane ebbe luogo sotto il castello degli Ospedalieri nel 1181, e si concluse senza vincitori, né a Saladino riuscì d'impadronirsi di Beirut a causa delle sue forti difese e del pronto accorrere in suo soccorso delle forze crociate.
Le ostilità ripresero nel 1182, con una serie di piccoli agguati e rapide incursioni nei territori avversari da parte di Saladino, cui Baldovino seppe replicare punto per punto.
La malattia che minava il giovane sovrano cristiano fece registrare tuttavia un inevitabile peggioramento e Baldovino decise allora, pressato dalla sorellastra Sibilla, di affidare la reggenza del Regno a suo cognato Guido che, di lì a poco, dette prova di debolezza, se non di codardia, di fronte al suo nemico il 1º dicembre del 1182, evitando il confronto con Saladino nella zona di ʿAyn Jālūt (Le sorgenti di Golia), dove in età mamelucca Baybars avrebbe poi inflitto una epocale sconfitta agli invitti Mongoli di Hulegu.
Un forte contrasto portò alla revoca da parte del re della carica di balivo affidata a Guido di Lusignano e la nomina al suo posto dello zio paterno Raimondo III di Tripoli, mentre associato al trono divenne, per volere del re, il giovanissimo Baldovino, nipote del re-lebbroso, il 23 marzo del 1183. Per ribadire la sua autorità, Baldovino IV riprese anche Giaffa ma non poté evitare che Guido si asserragliasse ad Ascalona e di lì sfidasse il sovrano di Gerusalemme.
Un'ultima sortita in armi Baldovino poté farla portando soccorso proprio a Rinaldo di Chatillon, assediato da Saladino. Il suo arrivo in lettiga alla guida del suo esercito convinse il sultano infatti ad abbandonare la partita e a ritirarsi a Damasco, mentre il mondo crociato esultava per il suo moribondo prode sovrano.
Nel 1185 Baldovino emanò le sue ultime volontà, additando come erede il nipote Baldovino mentre, per volere dell'assemblea, fu negata a Guido la reggenza, affidata invece a suo cugino, il conte Raimondo III di Tripoli. La decisione fu sanzionata dal patriarca Eraclio, dal Gran Maestro dell'Ordine dell'Ospedale, Roger de Moulins e da quello del Tempio, Gérard de Ridefort. Nel marzo del 1185, a 24 anni, Baldovino IV moriva.

## Verso lo scontro
Guido di Lusignano - grazie a una serie di maneggi a Corte - divenne presto Re di Gerusalemme nel 1186 in seguito alla morte di Baldovino V. Raimondo III lasciò la città e si recò nei suoi domini. La situazione era così tesa che sembrava ormai prossima una guerra aperta tra Raimondo e Guido. Questi voleva assediare Tiberiade, una fortezza posseduta da Raimondo grazie a sua moglie Eschiva, Principessa di Galilea. Lo scontro fu evitato grazie alla mediazione di Baliano di Ibelin, che si schierò a favore di Raimondo.
Nel frattempo gli Stati musulmani che circondavano gli Stati crociati della Palestina erano stati ormai unificati da Saladino negli anni tra 1170 e 1180. Nominato visir dell'Egitto dallo stesso Imam fatimide, l'Ayyubide ne era diventato l'assoluto sovrano quando il suo signore zengide Norandino era morto. Nel 1174 prese il controllo di Damasco, nel 1176 di Aleppo e nel 1186 di Mosul.
Quando Guido divenne Re, Raimondo trattò separatamente una tregua, e nel 1187 permise al Sultano di inviare un esercito nella parte settentrionale del Regno. Nello stesso tempo, un'ambasciata stava andando da Gerusalemme a Tripoli per negoziare una pacificazione con Raimondo, ma fu annientata il 1º maggio nella battaglia di Cresson da una formazione armata sotto il comando del figlio di Saladino. Raimondo, andato in rovina per propria colpa, si riconciliò con Guido, che radunò tutti gli uomini del Regno abili al combattimento e marciò verso nord per scontrarsi con Saladino.

## L'assedio di Tiberiade
Saladino aveva riunito il proprio esercito davanti alla fortezza di Raimondo a Tiberiade. Quando Raimondo si riconciliò con Guido, questa riunione si trasformò in un assedio e la città cadde il 2 luglio. La moglie di Raimondo, Eschiva, era assediata nella cittadella. Raimondo e Guido incontrarono ad Acri il grosso delle loro forze, che contavano 1 200 cavalieri, 500 turcopoli e circa 20 000 fanti, oltre a un grande numero di mercenari assoldati col denaro donato al Regno da Enrico II d'Inghilterra, tra i quali erano presenti Turcomanni e altri musulmani. Fonti islamiche affermano, esagerando molto, che i cristiani avevano a disposizione 80 000 uomini. Con l'esercito viaggiava la reliquia della Vera Croce, trasportata dal vescovo di San Giovanni d'Acri, che sostituiva il patriarca Eraclio di Gerusalemme, impegnato altrove.
Raimondo intuì che una marcia da Acri a Tiberiade avrebbe corrisposto proprio ai desideri di Saladino e suggerì che Seforia avrebbe permesso ai Crociati una migliore difesa. Si disse inoltre disposto a rinunciare alla città di Tiberiade per la sicurezza del Regno. Non sarebbe stato necessario quindi che Guido si impegnasse subito nella riconquista della città. Nonostante la riconciliazione tra Guido e Raimondo tuttavia, la corte rimaneva ancora divisa e Gerardo e Rinaldo accusarono Raimondo di codardia. Rinaldo in particolare convinse Raimondo ad attaccare immediatamente, e questi prese a muoversi su Tiberiade. Saladino sperava che ciò avvenisse, poiché riteneva di poter superare i Crociati solo in campo aperto, non dovendone quindi assaltare le possenti fortificazioni.

## La battaglia

Movimenti delle truppe nella battaglia. In nero l'esercito crociato, in verde i musulmani.

I Crociati cominciarono la loro marcia da Seforia il 3 luglio: Raimondo guidava l'avanguardia, Guido il grosso dell'esercito e Baliano, Rinaldo, Joscelin III di Edessa e gli Ordini la retroguardia. Immediatamente cominciarono a essere infastiditi da cavalieri musulmani. Entro mezzogiorno Saladino aveva incontrato il suo esercito a Cafarsett (Kafr Sabt) e stava marciando verso i Crociati, già provati dalla marcia. La retroguardia fu costretta a fermarsi per rispondere ai continui attacchi, bloccando l'intero esercito. I Crociati, dopo un giorno intero senza acqua fresca, furono costretti ad accamparsi nel mezzo della pianura, circondati dall'esercito musulmano. Questi incendiarono l'erba che attorniava il campo dei nemici nel corso della notte.
La mattina del 4 luglio i Crociati erano accecati dal fumo, attraverso il quale la cavalleria del Saladino li falciava con frecce. Gerardo e Rinaldo consigliarono a Guido di schierare l'esercito e attaccare, cosa che fu fatta dal fratello Amalrico. Raimondo guidava la prima divisione con il figlio di Boemondo III d'Antiochia, anch'egli chiamato Raimondo, mentre Baliano e Joscelin III di Edessa formavano la retroguardia. Mentre si organizzava l'attacco, cinque cavalieri di Raimondo disertarono e rivelarono a Saladino la situazione del campo.
Assetati e demoralizzati, i Crociati abbandonarono il campo e cambiarono direzione per le fonti di Ḥaṭṭīn, ma il loro tentativo fu bloccato dall'esercito nemico, che impedì loro anche ogni possibile ritirata. Il conte Raimondo caricò due volte per cercare di rompere le linee nemiche e poi arrivare alle scorte d'acqua del Mare di Galilea. Il secondo tentativo lo lasciò isolato dal resto dell'esercito e lo costrinse alla ritirata. Gran parte della fanteria crociata aveva disertato e si dirigeva verso i Corni di Ḥaṭṭīn. Guido tentò di fermare la cavalleria musulmana, ma senza la protezione della fanteria i suoi cavalieri furono tartassati dalle frecce e costretti dapprima a combattere a piedi e poi a ritirarsi verso i Corni come gli altri. I Crociati furono circondati e dopo tre cariche furono sconfitti.

## Conclusione

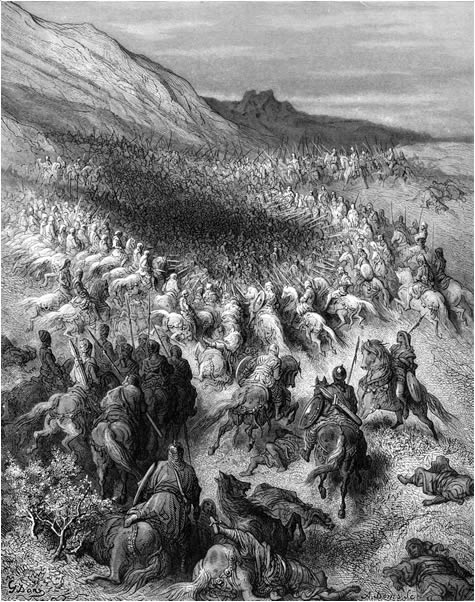
La battaglia di Hattin in un'incisione di Gustave Doré

I musulmani catturarono il padiglione reale di Guido e la Vera Croce, tolta al cadavere del Vescovo di Acri. Furono presi prigionieri Guido, suo fratello Amalrico, Rinaldo, Guglielmo V del Monferrato, Gerardo, Umfredo IV di Toron, Ugo di Jubayl e molti altri. Si dice che scamparono alla disfatta solo 3 000 cristiani, tra i quali Raimondo, Joscelin, Baliano e Reginaldo di Sidone, che avevano travolto i loro stessi uomini nella ritirata.
I prigionieri esausti furono condotti alla tenda del Sultano, che offrì a Guido un calice d'acqua in segno di generosità. Quando Guido fece per passarlo a Rinaldo Saladino lo buttò via con decisione, dicendo che non aveva offerto il calice a Rinaldo e non era quindi vincolato dal codice musulmano di ospitalità. Quando Saladino accusò Rinaldo di aver violato la tregua, questi replicò: "I Re hanno sempre agito così" ma il Sultano lo uccise con le sue mani, decapitandolo con la sua spada, esprimendo la sua piena soddisfazione per un atto che aveva sognato di compiere da quando il signore di Oltregiordano aveva violato la tregua, ucciso musulmani e predato i loro beni che non aveva voluto restituire, malgrado le sollecitazioni del suo stesso re Baldovino IV.
Guido si inginocchiò alla vista del corpo di Rinaldo, ma Saladino lo pregò di alzarsi, dicendo: "I veri Re non si uccidono a vicenda". Migliaia di prigionieri furono venduti come schiavi, tutti i Templari e gli Ospedalieri catturati furono uccisi, mentre Guido fu portato a Damasco come prigioniero, altri nobili vennero invece riscattati. Raimondo di Tripoli, sopravvissuto alla battaglia, morì di pleurite nello stesso anno. Della Vera Croce si persero per sempre le tracce.
Entro la metà di settembre, Saladino aveva catturato San Giovanni d'Acri, Nablus, Jaffa, Toron, Sidone, Beirut e Ascalona. Tiro fu salvata dal casuale arrivo di Corrado del Monferrato.
Gerusalemme fu difesa dalla regina Sibilla, dal patriarca Eraclio e da Baliano, che ne negoziò la resa a Saladino il 2 ottobre.
La notizia della sconfitta di Ḥaṭṭīn fu portata in Europa dall'Arcivescovo di Tiro, come anche da altri pellegrini e viaggiatori. Furono subito preparati piani per una nuova crociata; papa Gregorio VIII emise la bolla Audita tremendi e in Inghilterra e in Francia fu istituita la "Decima del Saladino" per finanziarla, cui non fece fronte la sola nobiltà scozzese. La terza crociata non ebbe comunque inizio prima del 1189, quando partì guidata da Riccardo Cuor di Leone, Filippo Augusto e Federico Barbarossa. Nel maggio del 1189 anche il Krak di Montréal Shawbak si arrenderà dopo un assedio di un anno e mezzo posto dall'emiro Saʿd al-Dīn Kamshaba al-Asadī, ponendo fine alla dominazione cristiana europea in Transgiordania.

## Leggenda e spettacolo
Secondo Ernoul, lo shock della notizia della sconfitta avrebbe provocato la morte di papa Urbano III.
Alcune scene della battaglia e le conseguenze della stessa sono mostrate nel film Le crociate - Kingdom of Heaven di Ridley Scott del 2005 che comunque romanza i fatti distaccandosi dagli eventi storici e dalle cronache dell'epoca.